# Achada da Arruda
Achada da Arruda é um sítio povoado da freguesia das Achadas da Cruz, concelho do Porto Moniz, Ilha da Madeira.